# Selección femenina de rugby 7 de Uruguay
La selección femenina de rugby 7 de Uruguay también conocida como Las Teritas es el equipo femenino nacional de la modalidad de seven.
Compite anualmente en el Seven Sudamericano organizado por Sudamérica Rugby desde su primera edición celebrada en Venezuela en 2004. La mejor posición que han logrado en este torneo es el tercer puesto conseguido en 4 ediciones, y por el contrario, la peor ubicación fue en el 2016 y en el 2017 que se ubicaron últimas.

## Uniforme
Como todas las selecciones uruguayas de rugby y de cualquier deporte, el seleccionado femenino usa camiseta principalmente celeste con vivos negros y short y medias negras.

## Palmarés
- Torneo de Rugby Femenino de GEI (1): 2008[3]
- Seven Internacional de Cristo Rey (1): 2014[4]

## Participación en copas
| - no ha clasificado - Seven de la República 2012: 2º puesto - Seven de la República 2013: 2º puesto - Seven de la República 2014: 2º puesto - Toronto 2015: no clasificó - Lima 2019: no clasificó - Santiago 2023: no clasificó - Santiago 2014: 3º puesto - Cochabamba 2018: 6º puesto - Asunción 2022: 6° puesto - Sao José dos Campos 2018: no participó - Santiago 2019: no participó | - Barquisimeto 2004: 5º puesto - São Paulo 2005: 6º puesto - Viña del Mar 2007: 6º puesto - Punta del Este 2008: 4º puesto - São José dos Campos 2009: 4º puesto - Mar del Plata 2010: 3º puesto - Bento Gonçalves 2011: 4º puesto - Río de Janeiro 2012: 3º puesto - Río de Janeiro 2013: 3º puesto - Sudamericano 2015: 4º puesto - Río de Janeiro 2016: 8º puesto (último) - Villa Carlos Paz 2017: 8º puesto (último) - Montevideo 2017: 5º puesto - Montevideo 2018: 7º puesto - Asunción 2019: 6º puesto - Lima 2019: 7º puesto - Montevideo 2019: 9º puesto (último) - Montevideo 2020: 4º puesto - Montevideo 2021: 5º puesto - Saquarema 2022: 7º puesto - Montevideo 2023: 6º puesto - Asunción 2023: 7º puesto - Lima 2024: 4º puesto - Lima 2025: 4º puesto |